# ルビー

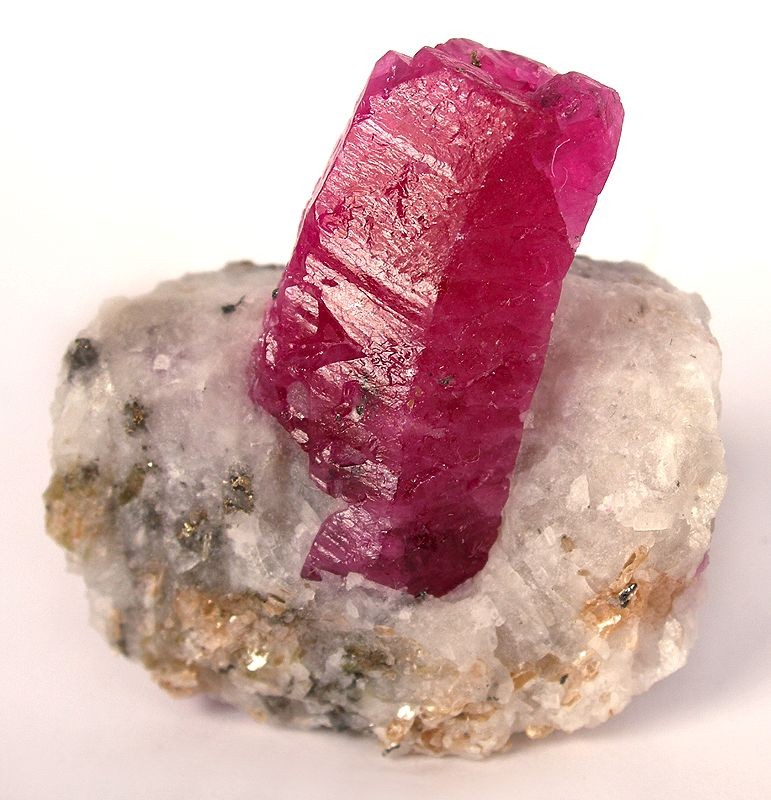
ルビー原石

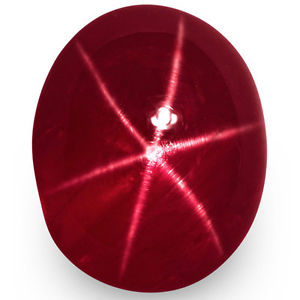
スタールビー

ルビー（英: Ruby、[ˈruː.bi]、紅玉）は、コランダム（鋼玉、Al2O3）の変種である。
ダイヤモンドに次ぐ硬度を持ち、赤色が特徴的な宝石である。語源はラテン語で「赤」を意味する「ルベウス」 (rubeus) に由来する。
天然ルビーは産地がアジアに偏っており欧米では採れない上に、宝石にできる美しい石が採れる産地は極めて限定されている。また3カラットを超える大きな石は産出量も少ないため、かつてはすべての宝石中で最も貴重とされ、ダイヤモンドの研磨法が発見されてからも、火炎溶融法による人工合成が確立するまでは、ダイヤモンドに次ぐ宝石として扱われた。

## 性質・特徴
コランダムの中で赤色を示すものをルビーと呼び、透明なものから不透明なものまで存在する。当然、透明感が高く、インクルージョンの少ない物が高価である。
コランダムは不純物（金属イオン）の違いで色が変わる。不純物としてクロムが1%ほど混入すると、濃い赤色のルビーになる。鉄・チタンが混入すると青色のサファイアとなり、クロムが0.1%しか混ざっていない薄い赤色のものを「ピンクサファイア」と呼ぶ（ルビーの発色機構は色素を参照）。このクロムの含有割合1%以内という微妙なバランスが、自然界において非常に稀な状況下でしか起こらないため、天然ルビーが貴重とされるのである。なお、クロムが増えるにつれ色合いは濃い赤から黒っぽくなり、価値も下がってゆく。さらに5%を超えると、エメリーという灰色の工業用研磨剤になり、価値は激減する。
下の写真のように、ルビーは赤色成分を一切含まない緑色光源下においても赤く光ることができる（レーザーは完全な単色光である）。これは、ルビー中に0.1%含まれるCr3+が紫および黄緑色光を吸収し、そのエネルギーを赤色発光として再度放出する性質による。

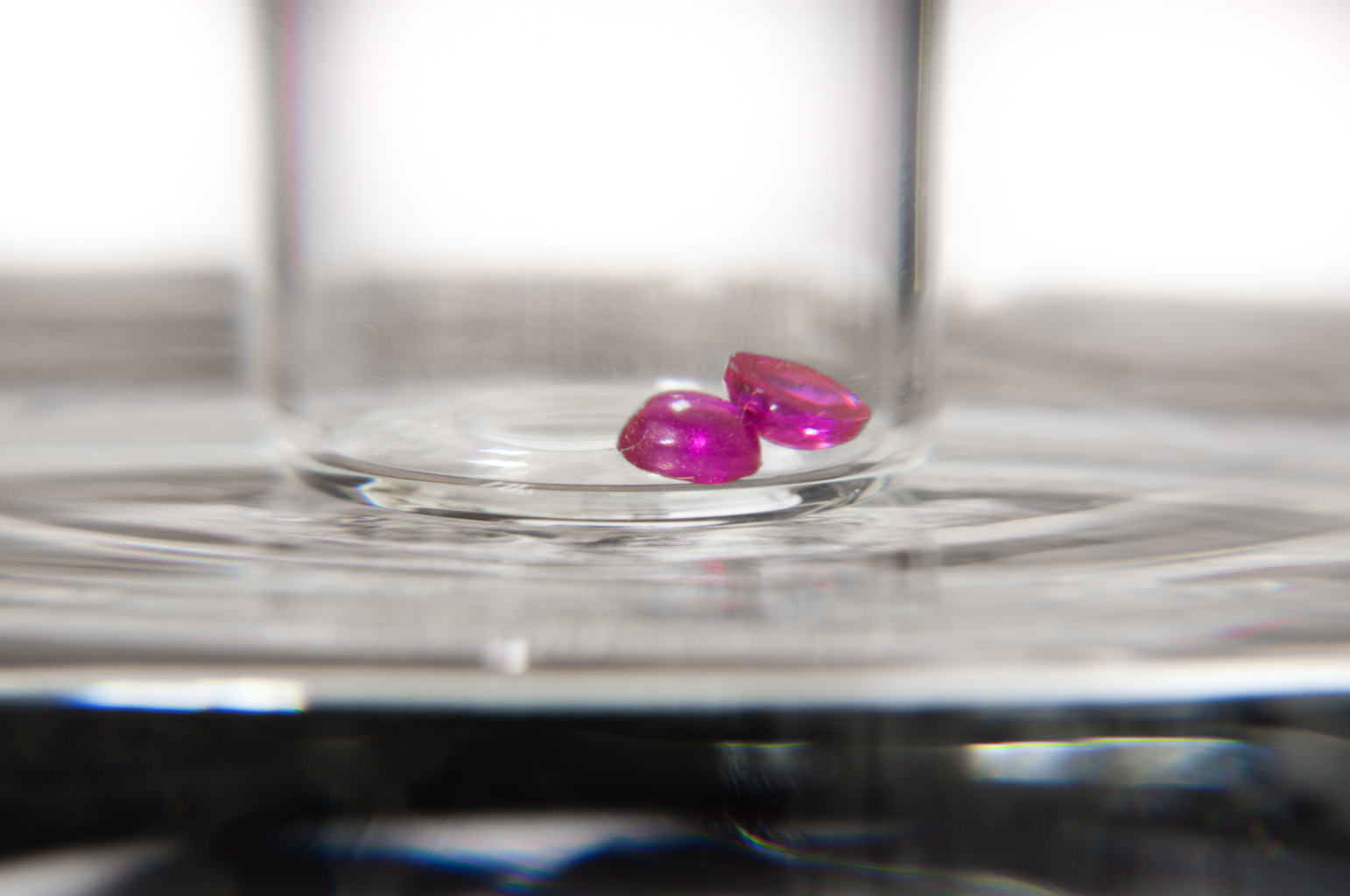
通常光下でのルビー。
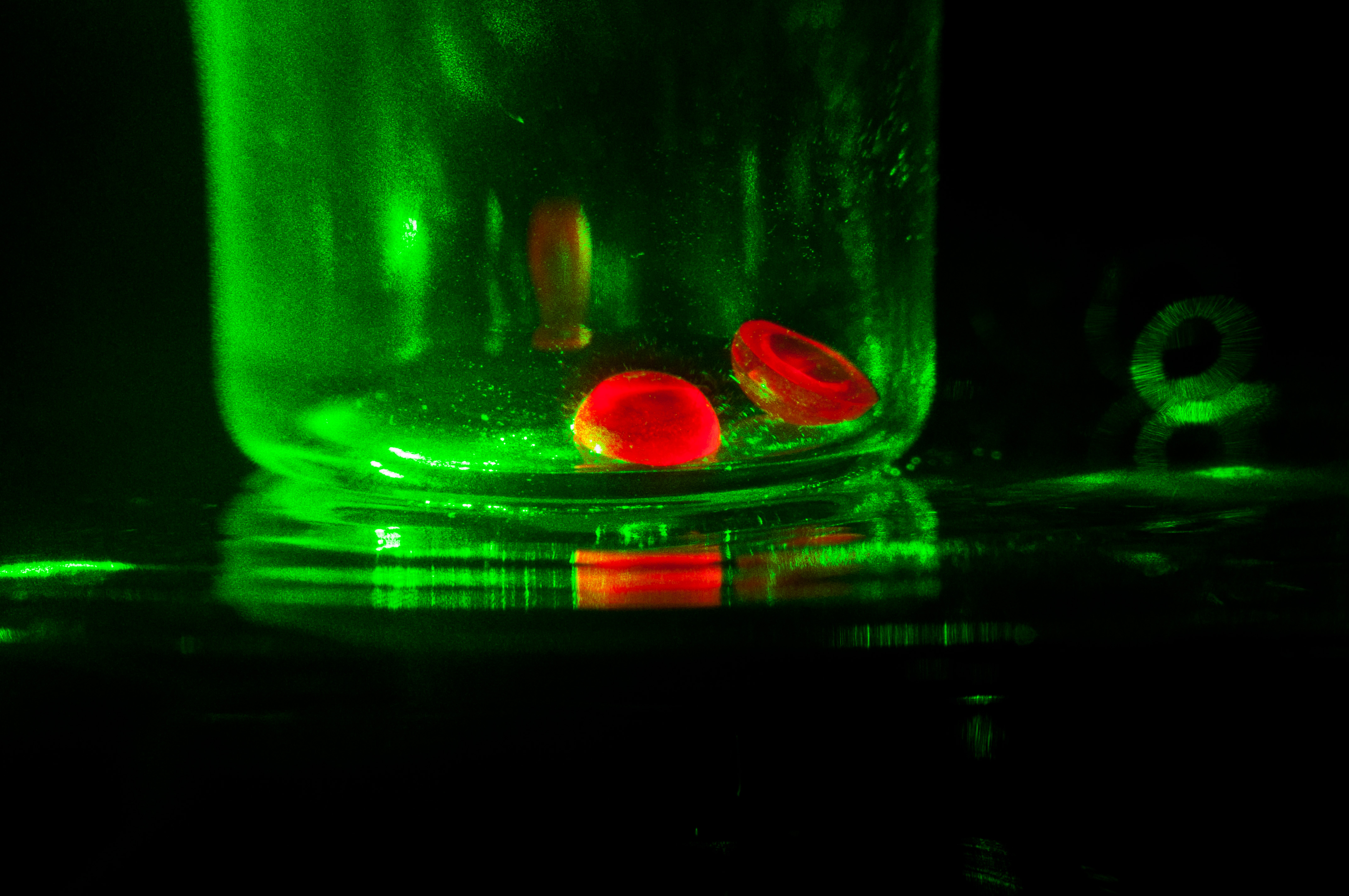

- 緑単色光（レーザー; λ=532nm）下でのルビー。ルビーは緑色光を吸収し赤く光ることができる。

## 加工法
鉛ガラス含浸処理
鉛ガラスを使って傷などがある低品質なルビーの傷を埋める処理。ぱっと見ではわからなくなるが、蛍光X線分析装置や反射光を利用して目視にて確認できる。2004年頃から見られる。また、鉛の代わりに毒性の低いビスマスへ代替する例もある。
ベリリウム拡散加熱処理
2001年以降、ベリリウム拡散加熱処理によるカラーチェンジが確認される。

## 用途

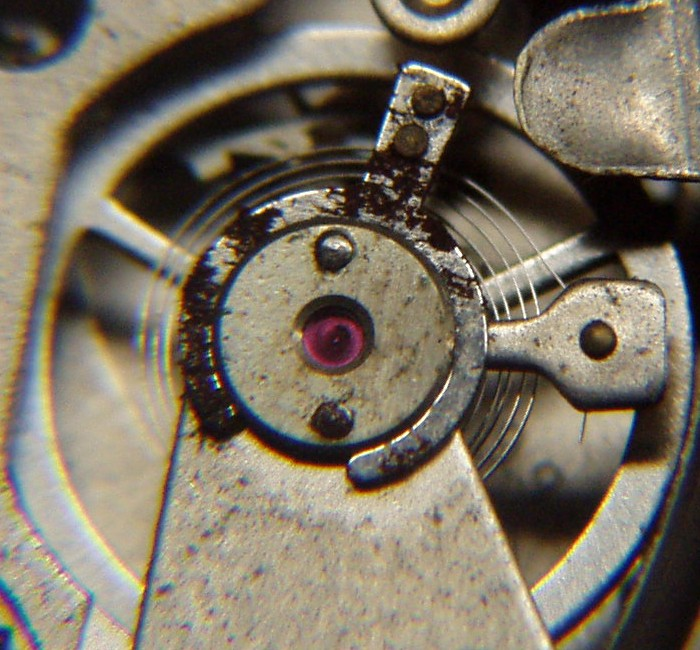
腕時計の中の石（ルビー）

高い硬度と抗切削性（磨耗しにくい性質）を有し、さらに静摩擦も小さいことから、レコード針や、トラックボールのボール受け、腕時計といった小型精密機械の軸受などに利用される。高コストのため主に高級機で採用される。
また、かつては合成ルビーが固体レーザー素子「ルビーレーザー」として用いられた。

## 歴史

### 古代
ルビーの歴史は、古代には青銅器時代にまで遡る。古代ギリシアでは「アンスラックス」（古代ギリシア語: ἄνθραξ、「石炭」の意）、ローマでは「カルブンクルス」（ラテン語: carbunculus）と呼ばれていた。
インドでも古くからルビーがあったようで、ヒンドゥー教の聖典『リグ・ヴェーダ』に名前が出ている。

### 中世
ルビーの名が使われ始めたのは中世からであるが、11世紀のキリスト教の司教・マルボドゥスが著した中世の代表的な鉱物誌である『石について』では、ダイヤモンドやサファイア、エメラルドなどに比べて記述が少ない。
また、アラビアやペルシアでは、ルビーに病気を治す力があると信じられていた。インドでもルビー粉が秘薬として用いられたことがある。

### 近代
ヨーロッパ史上最大のルビーとされるものは、1777年にサンクトペテルブルクを訪れたスウェーデン王グスタフ3世が、ロシアのエカチェリーナ女帝に贈ったルビーで、小型の鶏卵程度の大きさで完全に透明であった。この石はロシア革命以前は皇帝の冠に飾られていたが、革命以降の行方はわかっていない。
ルビーとサファイアが同じ成分であることが分かったのは1783年で、ロメ・ド・リールというフランス人による。
1902年、フランスの化学者であるオーギュスト・ヴィクトル・ルイ・ベルヌーイにより、商業用の宝石としては初めて人工合成法が開発・発表された。この合成法は「ベルヌーイ法」と呼ばれる。

## 産出地

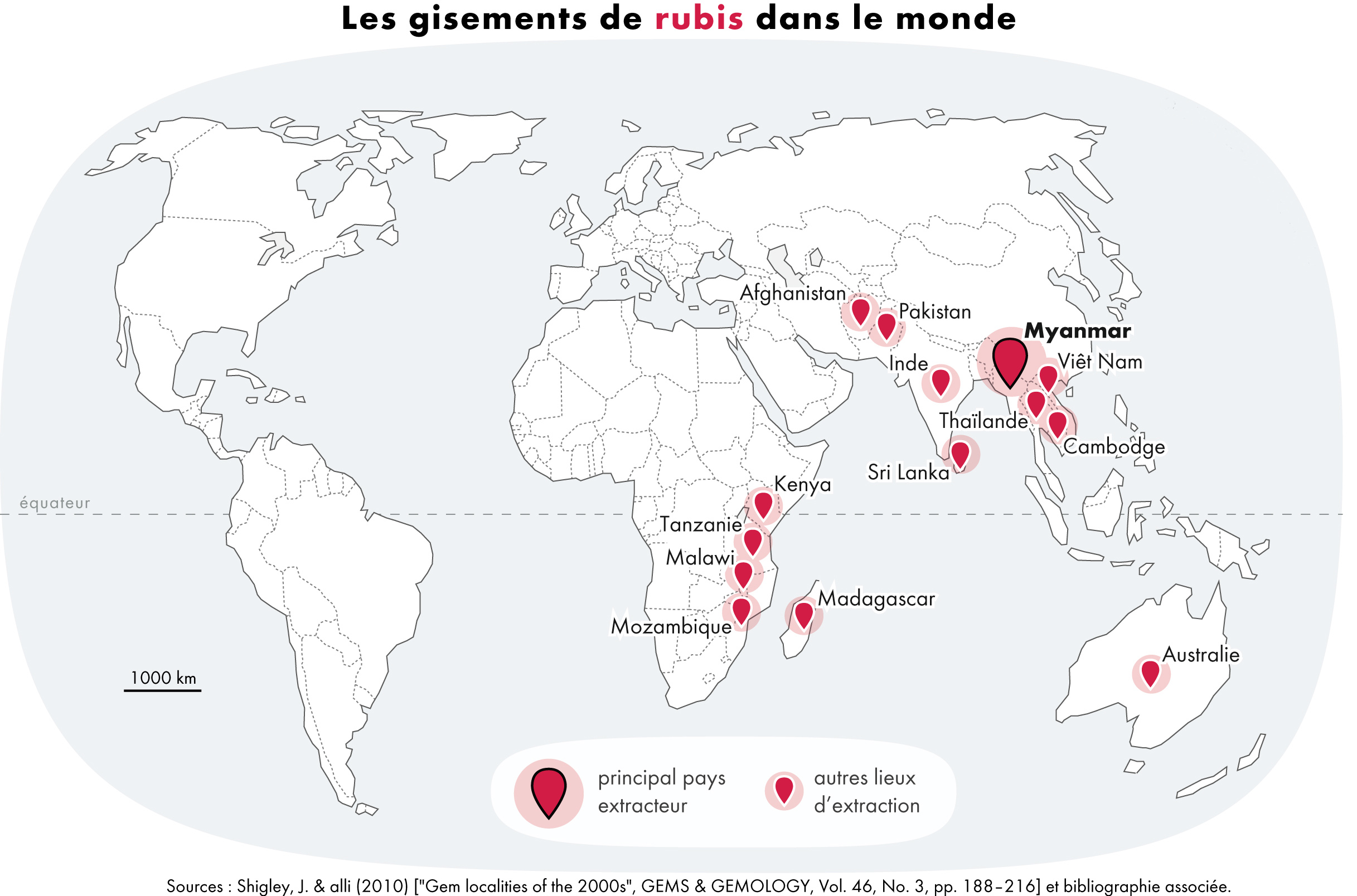
主なルビーの産地。
ヨーロッパ地域では唯一北マケドニアで産する。
アメリカ合衆国のモンタナ州、ノースカロライナ州、サウスカロライナ州、ワイオミング州でも少量見つかっている。

ミャンマー、スリランカ、タイ王国、ベトナム、カンボジア、タンザニア、マダガスカル、モザンビークなどが原産地である。他にヨーロッパ地域では唯一北マケドニアで産する。また、少量だがアメリカ合衆国のモンタナ州、ノースカロライナ州、サウスカロライナ州、ワイオミング州でも見つかっている。
中でもミャンマーでは「ピジョン・ブラッド」（ハトの血）と呼ばれる最高級のルビーが得られるが、政情不安もあり産出量は少なく貴重である。主にタイ産の、透明度が低く鉄分を含んで黒ずんでいるものは「ビーフ・ブラッド」（ウシの血）と呼ばれ、価格はミャンマー産の半分ほどであり、発色を良くするために加熱などの人工処理がされることも多い。また、スリランカやベトナムなどで産出される、ピンクに近い赤のものを「チェリーピンク」と呼ぶが、宝石としての価値は低く「ピンクサファイア」と混同されることもある。
他にも、成分中にルチルの針状結晶が混ざることにより、反射光が星状に見えるものは「スタールビー」と呼ばれ珍重されている。これを「スター効果」と呼び、スターサファイアもある。色彩的には赤から外れるが、インド産の透明感のない小豆色のサファイアにスター効果が現れるものがあり「インドスタールビー」と呼ばれる。
ほとんどのルビーは玄武岩や変成岩、大理石などの岩石中に存在する。長い年月の間にルビーを含んだ岩石が崩れ、川に流されたものが砂利や泥と一緒に堆積していることが多い。

### 日本と海外の鑑別書におけるピジョンブラッドカラー記載の扱い
現在、日本の鑑別書ではミャンマー産と確定した上で、一定の色やフラッグな不純物の観られない最高品質のルビーではないと「ピジョンブラッド」と記載できない。もともと「ピジョンブラッド」自体が、イギリスの王室がミャンマー産ルビーに与えた色名であるため、日本の鑑別業界はそれを守っている。
しかし海外での鑑別書では産地を不問とされ、一定以上の濃い赤であれば「ピジョンブラッド」と記載されるため、海外の鑑別書で「ピジョンブラッド」と記載されている場合でも、産地はミャンマー以外のルビーであることが多々あるので、必ず鑑別書に書かれている産地を確認することが必要である。